# Aranzazu
Aranzazu – miasto w Kolumbii, w departamencie Caldas.